# Primo ministro del Portogallo
Il Primo ministro della Repubblica Portoghese è il capo del governo della Repubblica Portoghese. 
Non esiste alcun limite al numero di mandati del Primo ministro. Egli è nominato dal Presidente della Repubblica, a seguito di consultazioni con i Leader dei partiti politici rappresentati in Assemblea. Solitamente il candidato è il leader del partito che detiene il maggior numero di seggi.
Il titolo, reso ufficiale solo con la Costituzione del 1976 (nata dalla rivoluzione del 25 aprile 1974), esisteva in realtà in altre forme già da molto tempo, avendo subìto nel tempo successivi cambiamenti di nome, compiti e poteri. Alcune delle precedenti designazioni della posizione erano: Cancelliere generale, Maggiordomo del Re, Cancelliere della purezza, Segretario di Stato, Segretario di Stato per gli affari interni del Regno, Ministro assistente del Dispaccio, Presidente del Consiglio dei ministri, Presidente del Ministero e Presidente del Consiglio.
La residenza ufficiale del Primo Ministro è il Palazzo di São Bento, a Lisbona, dietro l’Assemblea della Repubblica.

## Ruolo e funzioni
Questi, in qualità di capo del potere esecutivo, coordina l'azione dei ministri, rappresenta il governo presso gli altri organi nazionali ed internazionali, riferisce all'Assemblea della Repubblica e tiene informato il Presidente della Repubblica. Può altresì abbinare il suo ruolo ai portafogli di uno o più ministeri, sebbene ad oggi sia una circostanza rara.
Egli, poi, nell’esercizio di tali funzioni, firma i decreti e le leggi, della cui promulgazione in Gazzetta ufficiale è responsabile il capo dello stato.
Per comporre l’esecutivo, il primo ministro propone la nomina dei membri del governo al Presidente della Repubblica, verso cui è responsabile, ed è membro del Consiglio di Stato. Responsabile anche nei confronti dell'Assemblea (essendo il paese una repubblica semipresidenziale), il primo ministro deve, entro dieci giorni dalla sua nomina, presentare il programma del suo governo e chiedere la fiducia parlamentare.